# 안드레아스 쇤베힐러
안드레아스 쇤베힐러(독일어: Andreas Schönbächler, 1966년 4월 24일~)는 스위스의 프리스타일 스키 선수로 주 종목은 에어리얼이다. 1994년 동계 올림픽에서 남자 에어리얼 부문 금메달을 획득했다.